# Вишков (Чехія)
Вишков, Вишків (чеськ. Vyškov, нім. Wischau) — місто в Чехії в історичному регіоні Моравія, під Драганською верховиною. Адміністративний центр району Вишков Південноморавського краю з населенням 20,5 тисячі жителів.

## Історія
Вишков був вперше згаданий в 1141 році і аж до XVIII століття належав до єпископства Оломоуць. З XIII століття Вишков центром німецьких поселенців, які з XIX століття поступово асимілювалися.
До 2004 року в Вишкову розташовувалося військове училище чеської армії. З 2004 року в місті діє Інститут по захисту від зброї масового ураження Університету оборони.

## Зоопарк
У Вишкові знаходиться один з чесько-словацьких парк динозаврів на території зоопарку.

## Відомі люди
- Міхал Грошек — чеський хокеїст.